# Nine-Christine Jönsson
Nine-Christine Jönsson (Stockholm, 1926. június 8. – 2011. január 3.) svéd színésznő. 
1946 és 1952 között hét filmben szerepelt. Legemlékezetesebb alakítását Ingmar Bergman Kikötővárosában nyújtotta.

## Filmjei
- 1952 - När syrenerna blomma - Charlotta
- 1950 - Rågens rike - Klara
- 1948 - Kikötőváros (Hamnstad) - Berit
- 1948 - Lars Hård - Eva
- 1947 - Ådalens poesi - Imbar
- 1947 - Livet i Finnskogarna - Inger
- 1946 - Ödemarksprästen - Sofia

## Fordítás
- Ez a szócikk részben vagy egészben  a   Nine-Christine_Jönsson című angol Wikipédia-szócikk fordításán alapul.  Az eredeti cikk szerkesztőit annak laptörténete sorolja fel. Ez a jelzés csupán a megfogalmazás eredetét és a szerzői jogokat jelzi, nem szolgál a cikkben szereplő információk forrásmegjelöléseként.